# Catarhoe brunneata
Catarhoe brunneata là một loài bướm đêm trong họ Geometridae.